# Specsavers
Specsavers光學集團（Specsavers Optical Group Ltd）是英國的一家連鎖企業，但在世界其他國家也有店鋪。該公司主要銷售眼鏡、隱形眼鏡、助聽器等產品。2012年，該公司是英國眼鏡市場四巨頭中市場份額最大的企業，市場佔有率達42%。

## 外部連結
- Specsavers UK（页面存档备份，存于）